# Miyeegombyn Enkhbold
Miyegombyn Enkhbold (em mongol: Миеэгомбын Энхболд, Miyégombīn Enhbold; Ulan Bator, 19 de julho de 1964) é um político mongol, o qual serviu como prefeito da capital da Mongólia, Ulan Bator, do ano de 2005 a outubro de 2007 e primeiro-ministro de seu país entre 25 de janeiro de 2006 e 22 de novembro de 2007, sucedendo Tsakhiagiin Elbegdorj e sendo sucedido por Sanjaagiin Bayar; em ambas gestões, esteve sob filiação do Partido Popular da Mongólia (MPP). Além disso, também é o atual presidente do Grande Estado do Khural, desde julho de 2006, como membro do parlamento mongol, representante da minoria, fazendo parte dos 85% dos políticos filiados ao MPP que compõem a bancada parlamentária.
No 27º Congresso do Partido Popular da Mongólia (MPP), ele foi eleito duas vezes como o presidente do partido de ideologia esquerda. Em 2016, quando o MPP conquistou o controle do parlamento, foi eleito presidente do Grande Estado do Khural. Enkhbold contribuiu para a campanha presidencial de Nambaryn Enkhbayar em 2005, o qual se consagrou presidente do país. No governo de Enkhbayar, Enkhbold foi nomeado vice-primeiro-ministro em 5 de dezembro de 2007, após ser primeiro-ministro dois anos antes. Tornou-se conhecido como "Representante do Povo de Ulan Bator" durante seu governo como prefeito da capital mongol.
Enkhbold é casado e tem dois filhos. Ele terminou o Ensino Médio em 1982 e começou a carreira universitária em 1983; conquistou diploma de graduação da Universidade Nacional da Mongólia, após se formar em Economia Planificada no ano de 1987. Desde então, ele trabalhou como economista no escritório de serviços do Poder Executivo da Assembleia dos Deputados de Ulan Bator. Dois anos depois, em 1989, tornou-se especialista no Departamento de Planejamento e Mecânica de Serviços do Ministério de Serviços Públicos, mas logo retornou como chefe do escritório de serviços na capital da Mongólia.